# Lemme d'estimation
En mathématiques, le lemme d'estimation (aussi appelé lemme d'estimation standard) donne un majorant (du module) d'une intégrale curviligne complexe. Ce lemme est très utilisé en analyse complexe pour montrer que l'intégrale le long d'une partie d'un contour tend vers zéro en passant à une certaine limite. On peut ainsi calculer exactement certaines intégrales en utilisant le théorème des résidus.

## Énoncé

Figure 1: Illustration de l'approximation de l'intégrale curviligne le long d'un chemin γ (en rouge) par une somme des valeurs atteintes en n points ck appartenant à n-1 petits arcs formant le chemin.
La somme des longueurs des cordes (en bleu) donne une approximation de la longueur du chemin.

Si f est une fonction d'une variable complexe et à valeurs complexes, continue sur le chemin rectifiable γ, on a :
{\displaystyle \left|\int _{\gamma }f(z)\mathrm {d} z\right|\leq \mathrm {L} (\gamma )\max _{z\in \mathrm {Im} \,\gamma }|f(z)|}
où L(γ) est la longueur du chemin rectifiable. À noter que la borne supérieure existe et est atteinte (c'est donc un maximum) car l'image d'un chemin rectifiable est compacte et f est continue. Attention ici à ne pas confondre Im γ qui désigne ici l'image du chemin γ, c'est-à-dire un sous-ensemble de {\displaystyle \mathbb {C} }, avec la partie imaginaire de γ.
On peut justifier intuitivement le lemme comme suit : en subdivisant le chemin γ en n-1 petits arcs d'extrémités successives z1,..., zn, on approche l'intégrale curviligne par une somme de Riemann :
{\displaystyle I=\int _{\gamma }f(z)\mathrm {d} z\approx \sum _{k=1}^{n-1}f(c_{k})(z_{k+1}-z_{k})}
où ck est un point arbitraire de l'arc joignant zk à zk+1. 
Le module de chaque terme de la somme est majoré par M |zk+1 – zk|, où M est le maximum de |f| sur γ et |zk+1 – zk| est la longueur de la corde joignant zk à zk+1. Comme la somme des longueurs de ces cordes approche la longueur du chemin γ, on peut s'attendre à la majoration |I| ≤ M L(γ).

## Démonstration
Soit {\displaystyle \gamma :[a,b]\to \mathbb {C} ,t\mapsto \gamma (t)}, un chemin de classe {\displaystyle {\mathcal {C}}^{1}} par morceaux, on a :
{\displaystyle |I|=\left|\int _{\gamma }f(z)\mathrm {d} z\right|=\left|\int _{a}^{b}f(\gamma (t))\gamma '(t)\mathrm {d} t\right|}
ce que l'on peut majorer comme suit :
{\displaystyle |I|\leq \int _{a}^{b}\left|f(\gamma (t))\right|\left|\gamma '(t)\right|\mathrm {d} t}
En majorant le module de f sur le chemin et par définition de la longueur d'un arc, on a :
{\displaystyle |I|\leq \max _{t\in [a,b]}|f(\gamma (t))|\int _{a}^{b}\left|\gamma '(t)\right|\mathrm {d} t{\text{ et }}\mathrm {L} (\gamma )=\int _{a}^{b}\left|\gamma '(t)\right|\mathrm {d} t}
d'où finalement :
{\displaystyle |I|\leq \mathrm {L} (\gamma )\max _{z\in \mathrm {Im} \,\gamma }|f(z)|}

## Exemple d'utilisation
On cherche à montrer que
{\displaystyle \int _{-\infty }^{+\infty }{\frac {1}{(x^{2}+1)^{2}}}\,\mathrm {d} x={\frac {\pi }{2}}.}

Figure 2 : Illustration du chemin γa utilisé dans l'exemple.

Pour cela, on considère un lacet constitué de deux parties : une première est le demi-cercle de centre 0 et de rayon a > 1, contenu dans le plan supérieur, parcouru dans le sens direct que l'on note γa (illustré à la figure 2 ci-contre) et la seconde est le segment [–a, a]. Notons f l'intégrande de l'intégrale que nous cherchons à calculer, c'est-à-dire
{\displaystyle f(z)={\frac {1}{(z^{2}+1)^{2}}}.}
C'est une fonction méromorphe sur {\displaystyle \mathbb {C} } dont les pôles (doubles) sont situés en z = ± i. Seul le pôle en z = i est à l'intérieur du lacet et le résidu en ce point est :
{\displaystyle \mathrm {Res} (f,+i)=\lim _{z\to i}{\frac {\mathrm {d} }{\mathrm {d} z}}\left({\frac {(z-\mathrm {i} )^{2}}{(z^{2}+1)^{2}}}\right)={\frac {1}{4\mathrm {i} }}}
où la dérivée d'ordre 1 vient du fait que le pôle est double.
D'après le théorème des résidus, quel que soit a > 1 :
{\displaystyle (*)\qquad \int _{-a}^{a}{\frac {\mathrm {d} x}{(x^{2}+1)^{2}}}+\int _{\gamma _{a}}{\frac {\mathrm {d} z}{(z^{2}+1)^{2}}}=2\pi \mathrm {i} \,\mathrm {Res} (f,+\mathrm {i} )={\frac {\pi }{2}}.}
On cherche ensuite à passer à la limite quand {\displaystyle a\to +\infty }, on a besoin de trouver en fonction de a un majorant pour :
{\displaystyle \left|\int _{\gamma _{a}}{\frac {\mathrm {d} z}{(z^{2}+1)^{2}}}\right|}
que l'on va obtenir grâce au lemme d'estimation. La longueur du chemin est la moitié du périmètre d'un cercle de rayon a ; on a donc :
{\displaystyle \mathrm {L} (\gamma _{a})=\pi a}
On cherche ensuite un majorant Ma pour le module de l'intégrande sur le chemin. Par inégalité triangulaire, on a :
{\displaystyle |z|^{2}=|z^{2}+1-1|\leq |z^{2}+1|+1}
Par conséquent, sur le chemin γa, 
{\displaystyle |z^{2}+1|\geq |z|^{2}-1=a^{2}-1>0}
Ainsi, {\displaystyle \forall z\in \gamma _{a}} :
{\displaystyle \left|{\frac {1}{(z^{2}+1)^{2}}}\right|\leq {\frac {1}{(a^{2}-1)^{2}}}=M_{a}}
En appliquant le lemme, on a donc  :
{\displaystyle \left|\int _{\gamma _{a}}{\frac {\mathrm {d} z}{(z^{2}+1)^{2}}}\right|\leq {\frac {\pi a}{(a^{2}-1)^{2}}}}
Il en résulte que 
{\displaystyle \lim _{a\to +\infty }\int _{\gamma _{a}}{\frac {\mathrm {d} z}{(z^{2}+1)^{2}}}=0.}
Par passage à la limite {\displaystyle a\to +\infty } dans {\displaystyle (*)}, on en déduit la relation annoncée.